# Formica argentea
Formica argentea é uma espécie de formiga do gênero Formica, pertencente à subfamília Formicinae.